# فیفث وارد (هیوستون)

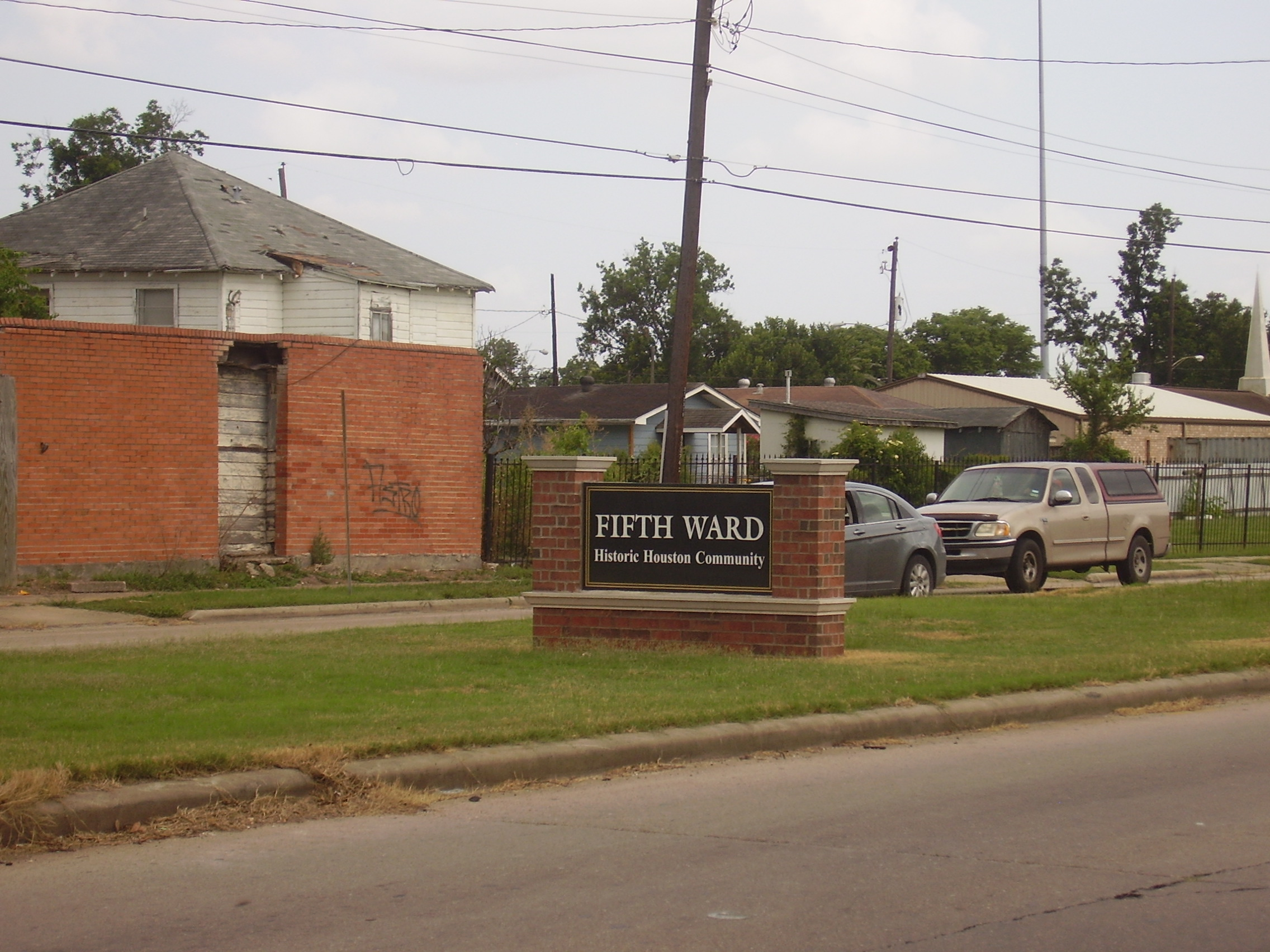
ورودی فیفث وارد

فیفث وارد (به فارسی: بخش پنجم) (به انگلیسی: Fifth ward) در هیوستون ، تگزاس ، ایالات متحده است که از یک منطقه سیاسی تاریخی ،حدود ۲ مایل (۳.۲ کیلومتر) در شمال شرقی مرکز شهر گرفته شده است. محدود به بوفالو بایو، جنسن درایو، جاده لیبرتی و لاک وود درایو است.
فیفث وارد، یکی از شش بخش هیوستون، تا حدی از دو بخش دیگر ایجاد شده است ، بخش اول ، منطقه ای را به شمال و شرق White Oak Bayou و Little White Oak Bayou واگذار کرد، و بخش دوم نیز که واگذار شد. تمام زمین های محدوده شهر هیوستون در شمال بوفالو بایو قرار دارد.